# МСК+8
| KALT | МСК−1 (калининградское время)  | MSK–1 (UTC+2)  | 12:21 |
| MSK  | МСК (московское время)         | MSK+0 (UTC+3)  | 13:21 |
| SAMT | МСК+1 (самарское время)        | MSK+1 (UTC+4)  | 14:21 |
| YEKT | МСК+2 (екатеринбургское время) | MSK+2 (UTC+5)  | 15:21 |
| OMST | МСК+3 (омское время)           | MSK+3 (UTC+6)  | 16:21 |
| KRAT | МСК+4 (красноярское время)     | MSK+4 (UTC+7)  | 17:21 |
| IRKT | МСК+5 (иркутское время)        | MSK+5 (UTC+8)  | 18:21 |
| YAKT | МСК+6 (якутское время)         | MSK+6 (UTC+9)  | 19:21 |
| VLAT | МСК+7 (владивостокское время)  | MSK+7 (UTC+10) | 20:21 |
| MAGT | МСК+8 (магаданское время)      | MSK+8 (UTC+11) | 21:21 |
| PETT | МСК+9 (камчатское время)       | MSK+9 (UTC+12) | 22:21 |

МСК+8, московское время плюс 8 часов — время 10-й часовой зоны России, соответствует UTC+11. С 2000-х годов используется также неофициальное название «магаданское время».
Это время применяют Республика Саха (Якутия) (Абыйский улус, Аллаиховский улус, Верхнеколымский район, Момский район, Нижнеколымский район и Среднеколымский улус), Магаданская область, Сахалинская область.

## История
На территории России время, опережающее на 8 часов московское время (МСК+8), стало применяться с 1919—1924 годов, когда в стране вводилась международная система часовых поясов.
К 1960-м годам время МСК+8 стало применяться в Сахалинской области — на острове Сахалин, где до этого действовало время МСК+7.

### Время МСК+8 относительно UTC
Начиная с указанной даты:
- 02.05.1924 — UTC+10;
- 21.06.1930 — UTC+11;
- 01.04.1981 — UTC+12 (летнее), UTC+11 («зимнее»);
- 31.03.1991 — UTC+11 (летнее), UTC+10 («зимнее»);
- 19.01.1992 — UTC+11;
- 29.03.1992 — UTC+12 (летнее), UTC+11 («зимнее»);
- 27.03.2011 — UTC+12 (летнее);
- 31.08.2011 — UTC+12;
- 26.10.2014 по настоящее время — UTC+11.

### Время МСК+8 в регионах
По состоянию на данный год или начиная с указанной точной даты — для краткости указан административный центр региона (по административно-территориальному делению на 2015 год):
- 1947 — Магадан, а также северо-восточные районы Якутии и Северо-Курильский район Сахалинской области[3].
- 1962 — Магадан, Южно-Сахалинск, а также северо-восточные районы Якутии[4].
- 30.03.1997 — Магадан, а также северо-восточные районы Якутии и Северо-Курильский район Сахалинской области.
- 28.03.2010 — Анадырь, Магадан, Петропавловск-Камчатский, а также северо-восточные районы Якутии и Северо-Курильский район Сахалинской области.
- 26.10.2014 — северо-восточные районы Якутии и Северо-Курильский городской округ.
- 27.03.2016 — Южно-Сахалинск, а также северо-восточные районы Якутии.
- 24.04.2016 по настоящее время — Магадан, Южно-Сахалинск, а также северо-восточные районы Якутии[* 3].

## Часовая зона МСК+8
- Якутия (северо-восточные районы)
- Магаданская область
- Сахалинская область